# Беј Сити (Висконсин)
Беј Сити (енгл. Bay City) град је у америчкој савезној држави Висконсин.

## Демографија
По попису из 2010. године број становника је 500, што је 35 (7,5%) становника више него 2000. године.
| Група             | 2000.       | 2010.       |
| Белци             | 461 (99,1%) | 490 (98,0%) |
| Афроамериканци    | 0 (0,0%)    | 4 (0,8%)    |
| Азијати           | 0 (0,0%)    | 2 (0,4%)    |
| Хиспаноамериканци | 0 (0,0%)    | 3 (0,6%)    |
| Укупно            | 465         | 500         |